# 邱胜云
邱胜云（？—），中华人民共和国政治人物、外交官。

## 生平
1993年3月，出任中华人民共和国驻休斯敦总领事。1996年9月，出任中华人民共和国驻纽约总领事。1999年8月，出任中华人民共和国驻约旦大使。2001年8月，自驻约旦大使离任。